# Tatjana Gorszkowa
Tatjana Gorszkowa (ros. Татьяна Горшкова, ur. 8 marca 1981 w Symferopolu, na Ukrainie) – rosyjska siatkarka, obecnie występuje w rosyjskiej Superlidze, w drużynie Fakieł Nowy Urengoj.  Zawodniczka grała na różnych pozycjach – swoją karierę rozpoczęła jako przyjmująca, a następnie przestawiono ją na atak. W ostatnich sezonach występowała na pozycji środkowej bloku.

## Sukcesy

### Klubowe
- Mistrzostwo Rosji – 1999, 2000, 2001, 2002, 2003, 2004, 2008
- W-ce mistrzostwo Rosji – 2006, 2007
- Puchar Rosji – 2006, 2007
- Srebrny medal Pucharu Konfederacji (CEV) – 2007
- Srebrny medal Ligi Mistrzyń – 2008

### Reprezentacyjne
- Brązowy medal Mistrzostw Świata – 2002
- Złoty medal World Grand Prix – 2002
- Srebrny medal World Grand Prix – 2003